# Peixe-arlequim-pintado
O peixe-arlequim-pintado (Plectorhinchus pica), é uma espécie de peixe-arlequim nativo de recifes de corais do Indo-Pacífico, é uma espécie muito importante para comunidades costeiras, pois utilizam como alimento. Quando é jovem, o peixe-arlequim-pintado possui o corpo todo escuro com grandes manchas brancas espalhadas pelo corpo, mas quando passa para a fase adulta, o peixe muda a sua coloração, possuindo um corpo prateado-esverdeado com pintas escuras.
Essa espécie é nativa da região do Indo-Pacífico, sendo encontrado de Seychelles até a Polinésia Francesa para a Micronésia e Palau, além de ser avistado em Okinawa, sul do Japão.